# Sandro Munari
Sandro Munari (imenovan tudi Il Drago (zmaj)) italijanski avtomobilistični dirkač, * 27. marec 1940, Cavarzere, Italija.

## Kariera
Sandro Munari se je rodil v mestu Cavarzere v deželi Benečija. Z relijem se je začel ukvarjati leta 1965 in osvojil italijansko prvenstvo v reliju v letih 1967 in 1969, ter leta 1973 dodal naslov evropskega prvaka v reliju. Leta 1972 je zmagal na vzdržljivostni dirki športnih avtomobilov Targa Florio, pri čemer je sodeloval z Arturo Merzario v dirkalniku Ferrari 312PB. Tudi leta 1972 je Munari dosegel svojo prvo večjo zmago v reliju in zmagal na reliju Monte Carlo v dirkalniku Lancia Fulvia.
Munari naj bi postal močno povezan z drugo Lancino ikono relija – Lancio Stratos HF. Partnerstvo med italijanskim avtomobilom in voznikom je sredi sedemdesetih let dvajsetega stoletja prineslo še en hat-trick v Monte Carlu, med skupno sedmimi zmagami v svetovnem prvenstvu v reliju. Munari je leta 1977 osvojil tudi FIA Cup for Rally Drivers (Pokal FIA za voznike relija). Kasneje v svoji karieri je tekmoval s Fiatom 131 Abarthom, leta 1978 je bil tretji na Tour de Corse in leta 1980 šesti na reliju Slonokoščena obala. Njegov zadnji nastop na WRC je bil na reliju Safari, na katerem je tekmoval od leta 1981 do 1984, a je vsakič odstopil.